# Léon Gouvenin
Léon Gouvenin, né le 15 avril 1840 à Fontainebleau et mort le 10 avril 1913 dans la même ville, est un architecte français.

## Biographie

### Origines
Léon Louis Adrien Gouvenin naît le 15 avril 1840 à midi, dans la ville de Fontainebleau (Seine-et-Marne) au domicile de ses parents sis rue Grande. Il est le fils d'Edme Louis Gouvenin (maître maçon) et d'Éloïse Rosalie Havard, mariés l'un à l'autre et alors respectivement âgés de 33 et 21 ans à sa naissance.

### Carrière et activités
Élève d'Alexis Paccard, il réussit à acquérir une notoriété en Seine-et-Marne. Il devient inspecteur des Bâtiments civils et Palais nationaux et collabore ainsi pendant plusieurs années à la restauration du château de Fontainebleau, sous les ordres d'Alexis Paccard, de Prosper Desbuisson et de Louis Boitte, avec une intervention notable sur la galerie des Cerfs,,. Aussi, est-il élevé à la 1re classe de son grade par arrêté ministériel du 10 janvier 1878,. En conséquence de ces travaux, il publie une étude sur cette galerie et une biographie de Paccard. Sa qualité d'architecte inspecteur du palais lui confère aussi le dessin des inscriptions de l'obélisque de Marie-Antoinette pour leur rétablissement dans leur forme originelle, en juin 1864. Puis, des incidents politiques l'éloignent de fonctions administratives et il se tourne vers la clientèle particulière. Il réalise notamment à Fontainebleau l'école des Sœurs et, en collaboration étroite avec Clovis Normand, le carmel ; à Vaux-sur-Lunain, le château de Villeniard ; de nombreuses restaurations, en particulier d'églises, de châteaux et de chapelles dont celle du château de Bourron,,,.

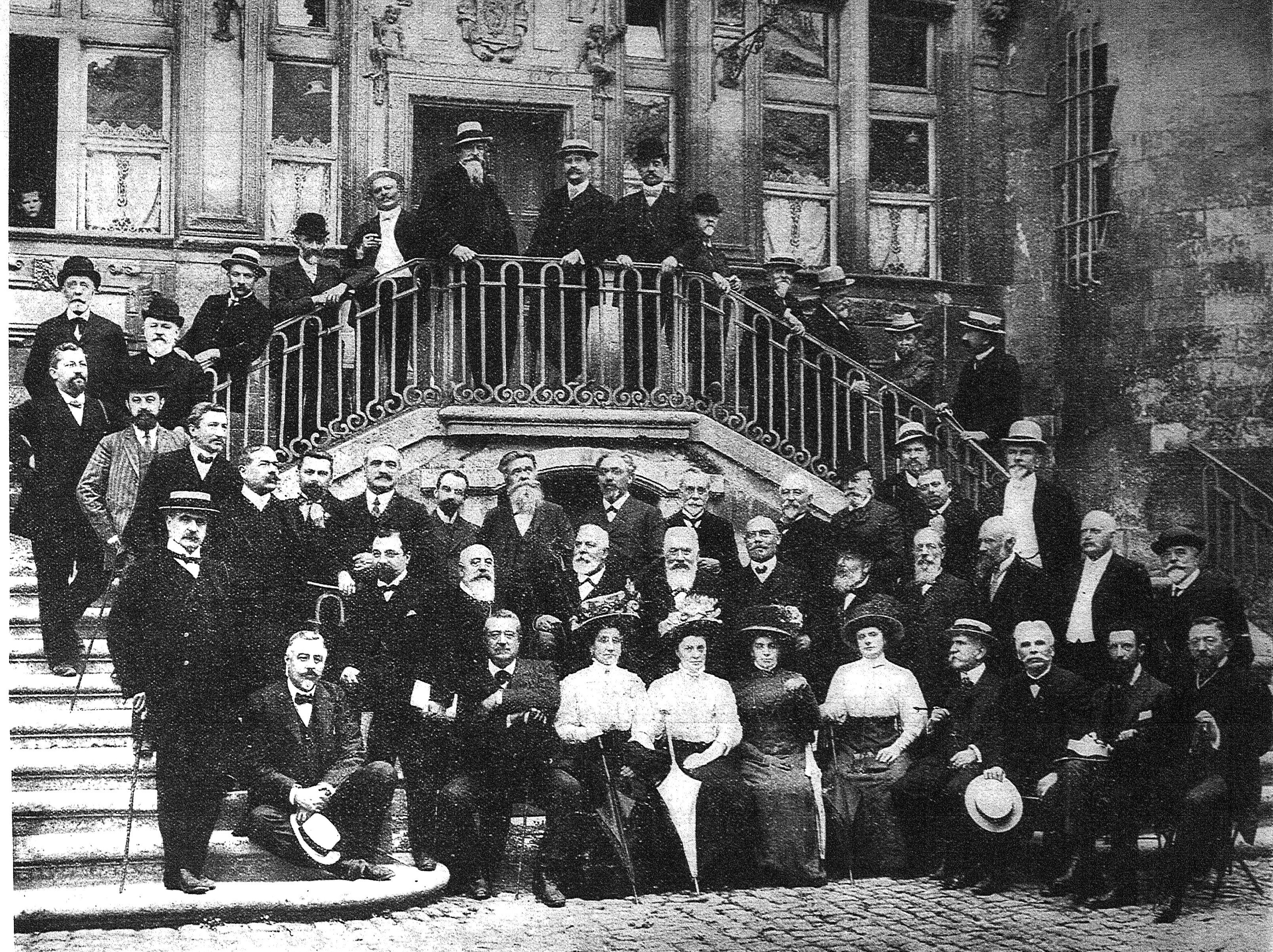
Gouvenin (2e rang, 2e à droite) à une assemblée d'architectes à Troyes, en 1909.

Il est également expert auprès du Tribunal civil de Fontainebleau et du Conseil de préfecture. Pour ses avis appréciés et cette carrière, il reçoit la médaille de Jurisprudence de la Société de défense mutuelle des architectes en 1912, décernée à La Rochelle en assemblée générale. En outre, il s'implique dans les sociétés professionnelles : il devient membre du Conseil des bâtiments civils de Seine-et-Marne ; membre de la Société de défense mutuelle ; en 1883, est admis à la Société centrale des architectes ; préside deux fois la Société des architectes de Seine-et-Marne,. Architecte estimé, il est lui-même passionné par sa profession. Il cesse d'exercer en 1907 mais continue de s'intéresser aux travaux de ses collègues.

### Accident et décès
Le 30 mars 1913, vers midi, Gouvenin est avec son fils dans la rue de la Paroisse, à Fontainebleau. Alors qu'il s'engage dans la traversée de la chaussée pour rejoindre quelqu'un de l'autre côté de la voie, la voiture d'un dénommé Gaston La Chambre vire vers le trottoir en en croisant une autre et heurte Gouvenin qui tombe à terre. Le crâne fracturé (au niveau de l'os temporal), les témoins de la scène s'empressent autour de lui,. Il est transporté à sa maison dans la voiture même qui l'a renversé et est empressement soigné par deux médecins. Pourtant jusque-là en bonne santé, il ne retrouve pas connaissance malgré des soins continus et son état empire après une huitaine de jours,. Il décède le 10 avril 1913 à 18 h, à l'âge de 72 ans, dans la ville de Fontainebleau en son domicile sis 110 rue Saint-Merry. Ses obsèques ont lieu le 12 avril avec une affluence considérable et son corps est inhumé le même jour au cimetière de la ville.